# 군외동국민학교 토도분교
군외동국민학교 토도분교는 대한민국 전라남도 완도군 군외면에 있었던 국민학교 분교이다.

## 역사
- 일자미상 군외동국민학교 토도분교 설립 인가
- 1978년 7월 1일 토도분교장 개교 및 도서벽지학교 '병'급 지정
- 1986년 1월 1일 도서벽지학교 '다'급 조정
- 1989년 9월 1일 도서벽지학교 '나'급 조정
- 1995년 9월 1일 폐교 및 군외국민학교 통폐합